# Burnupia capensis
Burnupia capensis е вид коремоного от семейство Planorbidae.

## Разпространение и местообитание
Видът е разпространен в Южна Африка.
Обитава сладководни басейни и потоци.